# Sacoglottis gabonensis
Sacoglottis gabonensis ist ein Baum in der Familie der Humiriaceae aus West- und Zentralafrika.

## Beschreibung
Sacoglottis gabonensis wächst als immergrüner Baum bis über 40 Meter hoch. Der Stamm ist an der Basis oft geriffelt und es sind meist Brettwurzeln ausgebildet. Der Stammdurchmesser erreicht bis über 180 Zentimeter. Die Borke ist im Alter schuppig.
Die einfachen und kurz gestielten, kahlen Laubblätter sind wechselständig. Sie sind eiförmig bis elliptisch oder verkehrt-eiförmig, ledrig, meist fein gekerbt bis ganzrandig und spitz bis zugespitzt oder bespitzt. Der kurze Blattstiel ist bis 1 Zentimeter lang. Die minimalen Nebenblätter sind abfallend.
Es werden kurze, achselständige, kurz gestielte, feinhaarige und zymöse Blütenstände gebildet. Die zwittrigen, kurz gestielten, kleinen und weißlichen bis gelblichen Blüten sind fünfzählig mit doppelter Blütenhülle. Der kleine Kelch und die länglichen Petalen sind außen fein behaart. Es sind 10 an der Basis verwachsene Staubblätter vorhanden, 5 sind länger und 5 kürzer. Die auffälligen Antheren sind pfeilförmig. Der fünfkammerige, kahle Fruchtknoten mit relativ kurzem Griffel ist oberständig. Es ist ein fransiger, becherförmiger Diskus vorhanden.
Es werden kleine 3–4 Zentimeter große, rundliche bis ellipsoide, grüne bis gelbliche, glatte sowie dünnfleischige Steinfrüchte gebildet. Der rippige, holzige, poröse und harte Steinkern enthält bis zu 3 Samen und einige harzgefüllte Hohlräume. Die Früchte sind dank des porösen Steinkerns schwimmfähig.

## Verwendung
Die süßen Früchte sind essbar. Auch die Samen werden gegrillt konsumiert. Die Rinde wird als Gewürz oder medizinisch verwendet.
Das schwere, harte und beständige Holz wird meist nur lokal verwendet. Zum Sägen des Holzes müssen speziell harte Sägeblätter (Stellite, Wolframcarbid)  verwendet werden. Das Holz ist schwer zu kleben und beim Nageln, Schrauben sollte vorgebohrt werden.